# Rewia (przedstawienie)

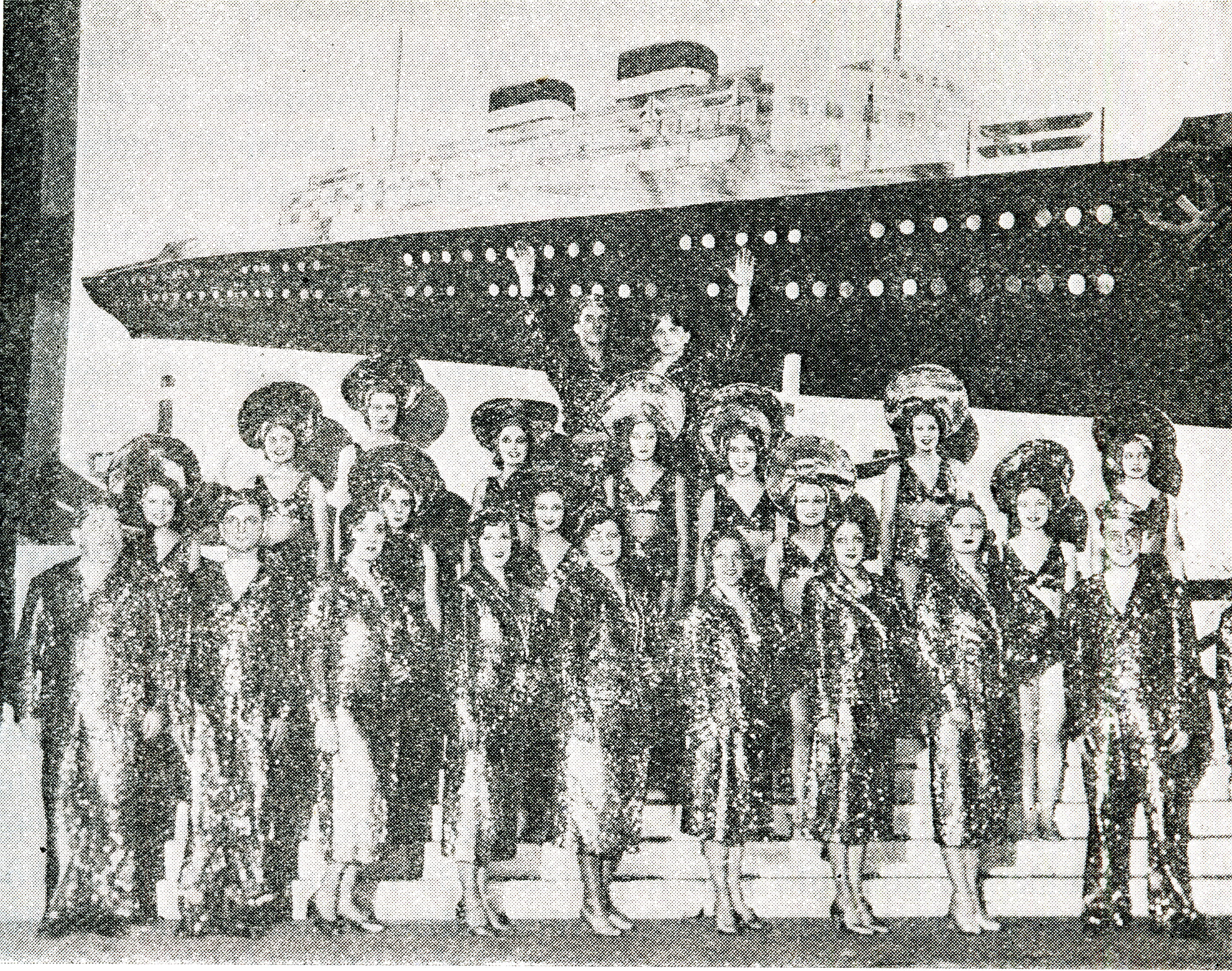
Widowisko rewiowe

Rewia (z fr. la revue) – widowisko teatralne będące przedstawieniem rozrywkowym złożonym z krótkich scenek i numerów estradowych. Składa się ze scenek humorystycznych (skeczów i monologów) oraz wykorzystuje elementy tańca i piosenki. Często charakteryzuje się popisami baletowymi i cyrkowymi.
Podobnie jak w przypadku pokrewnych form sztuki –  operetki oraz musicalu – rewia łączy w całość elementy muzyki, tańca oraz słowa; w przeciwieństwie do wymienionych form w rewii nie występuje jednakże jeden wątek przewijający się przez cały spektakl.  
Rewia powstała w XVIII wieku we Francji. Dużą popularność zyskała w drugiej połowie XIX wieku, szczególnie na przełomie XIX i XX wieku w Europie i USA. Światowymi centrami sztuki rewiowej stały się teatr na Broadwayu, miasta Paryż i Las Vegas oraz Friedrichstadt-Palast w Berlinie.